# Niels Henrik David Bohr
Niels Henrik David Bohr, danski fizik, * 7. oktober 1885, København, Danska, † 18. november 1962, København.
Bohr je v fiziki najbolj znan po svojem kvantnomehanskem modelu atoma, pozneje poimenovanem Bohrov model. Iz Bohrovega modela izhaja, da ima atom določenega elementa toliko elektronov kolikor je zaporedna številka elementa v periodnem sistemu.
Leta 1922 je prejel Nobelovo nagrado za fiziko za delo v raziskovanju zgradbe atomov in sevanja, ki izvira iz njih.
Po njem je imenovan Bohrov magneton (μB = 0,93×10−23 Am2)

## Življenje in delo
Rodil se je leta 1885 v Københavnu. Po osnovni in srednji šoli se je leta 1903 vpisal na univerzo. Šest let kasneje je doktoriral z delom o elektronski teoriji kovin. Preselil se je k Rutherfordu v Manchester, kar je odločilo njegovo pot v fiziki. Leta 1922 je prejel Nobelovo nagrado za fiziko za raziskovanje zgradbe atomov in sevanja, ki izhaja iz njih. Leta 1943 je z ženo odpotoval na Švedsko, od tam pa v London. Z načrtom za izdelavo jedrske bombe, ki ga je naredil s sinom, je odpotoval v New York. Po neuspehu se je vrnil na Dansko, kjer je tudi leta 1962 umrl.
Na začetku 20. stoletja so znanstveniki na veliko razmišljali o atomu, zgradbi, elektronih, ... Bohr se je hitro seznanil z njihovimi mnenji prek nekaterih člankov, ki so obravnavali elektrone kot proste. Račun je izpopolnil s tem, da jih je obravnaval kot vezane. Ti nihajo kot nekakšna nihala in po Plancku lahko izsevajo ali absorbirajo le celo število kvantov. S tem je v atom stopila kvantna fizika. 
S pomočjo enačbe za štiri spektre svetlobe, ki jih seva vodik, je s kratkim računom pokazal znano število, ki povezuje energijo gibanja elektrona s frekvenco kroženja in Planckovo konstanto, polovica celega števila. S tem je nastal Bohrov model atoma, kot ga poznamo še danes. 
Že Ampère je domneval, da magnetne značilnosti snovi izvirajo iz drobnih ovojev s tokom. Bohr je izračunal elektronove magnetne značilnoti in dobil Bohrov magneton, ki ga uporabljamo kot enoto za merjenje magnetnih značilnosti atomov in molekul. Zanimivo je odkritje elementa z dvainsedemdesetimi elektroni, za katerega je Bohr napovedal, da je soroden cirkoniju. To trditev so dokazali z raziskovanjem z rentgensko svetlobo v Parizu. Element je dobil ime hafnij.